# Basetsane Kumalo
Basetsana Kumalo (da non sposata Makgalemele), spesso chiamata semplicemente Bessie, (Soweto, 29 marzo 1974) è una modella, personaggio televisivo, imprenditrice e filantropa sudafricana.

## Biografia
La sua carriera è iniziata nel 1990 quando ha vinto il concorso di bellezza "Miss Soweto" e "Miss Black South Africa" all'età di sedici anni. Ha successivamente vinto il titolo di Miss Sudafrica nel 1994, e nello stesso anno ha partecipato al prestigioso concorso internazionale Miss Mondo 1994, dove oltre ad arrivare alla seconda posizione, dietro all'indiana Aishwarya Rai, ha vinto il titolo di Regica Continentale dell'Africa.